# Saint-Xandre
Saint-Xandre – miejscowość i gmina we Francji, w regionie Nowa Akwitania, w departamencie Charente-Maritime.
Według danych na rok 1990 gminę zamieszkiwało 3 279 osób, a gęstość zaludnienia wynosiła 247 osób/km² (wśród 1467 gmin regionu Poitou-Charentes Saint-Xandre plasuje się na 64. miejscu pod względem liczby ludności, natomiast pod względem powierzchni na miejscu 666.).